# Tillandsia dexteri
Tillandsia dexteri är en gräsväxtart som beskrevs av Hans Edmund Luther. Tillandsia dexteri ingår i släktet Tillandsia och familjen Bromeliaceae. Inga underarter finns listade i Catalogue of Life.